# Płytka Fortnera
Płytka Fortnera – biologiczna metoda hodowli bakterii beztlenowych. Jest to płytka agarowa zawierająca bulion cukrowy z 3% krwi owcy. Na jednej połowie płytki posiewamy interesujący nas drobnoustrój beztlenowy, a na drugiej drobnoustrój tlenowy (np. Bacillus subtilis). Płytkę uszczelniamy plasteliną, plastrem lub parafilmem. Na początku wyrośnie drobnoustrój tlenowy, który zużyje tlen i stworzy warunki korzystne do wzrostu dla beztlenowca.